# 大森澪
大森 澪（おおもり れい、1995年10月23日 - ）は、日本の陸上競技選手。専門は長距離走。大阪府泉大津市出身。関西大学北陽高校、中央学院大学法学部卒業。富士通陸上競技部に所属していた。

## 来歴・人物
- 中学時代は持ち前のスピードを武器に全国中学校駅伝大会2区で16人抜きの区間3位という結果を残した。[1]

- 高校時代は1年2年時、全国高校駅伝において1・3区を出走。高校3年時には10000mにおいて、当時の大阪高校記録を樹立。[2]

- 高校卒業後は駅伝の強豪、中央学院大学に進学。第92回箱根駅伝では往路エース区間2区を担当し区間9位と好成績を収めている。[3]

　また、3年時には関東インカレハーフマラソンにおいて準優勝。  
　2018年東京マラソンにおいて準エリートの部優勝。
- 卒業後も富士通に入社し、競技を続けた。[6]

## 自己ベスト
| 種目           | 大会                       | 年            | 記録          | 備考 |
| -------------- | -------------------------- | ------------- | ------------- | ---- |
| 5000m          | 日本体育大学長距離記録会   | 2016年9月19日 | 14分08秒39    |      |
| 10000m         | 日本体育大学長距離記録会   | 2017年9月23日 | 28分56秒06    |      |
| ハーフマラソン | 全日本実業団ハーフマラソン | 2021年2月14日 | 1時間02分31秒 |      |
| マラソン       | 東京マラソン               | 2018年2月25日 | 2時間18分11秒 |      |